# 哈拉萨韦
哈拉萨韦（俄语：Харасавэй）是俄罗斯亚马尔-涅涅茨自治区的一个倒班村，位于亚马尔区。其坐落于亚马尔半岛西部海岸，得名于哈拉萨韦角。
当地有一同名天然气田。